# Rimae Grimaldi
Le Rimae Grimaldi sono una struttura geologica della superficie della Luna.